# Romeo Neacșu
Romeo Neacșu (n. secolul al XX-lea – d. secolul al XX-lea) a fost un pilot român de aviație, as al Aviației Române din cel de-al Doilea Război Mondial.
Sergentul T.R. av. Romeo Neacșu a fost decorat cu Ordinul Virtutea Aeronautică de război cu spade, clasa Crucea de Aur cu 1 baretă (4 noiembrie 1941) pentru că „a executat 5 atacuri la sol. Într'o luptă aeriană cu forțe mult superioare a doborît două avioane inantice tip Rata”, clasa Crucea de Aur cu 2 barete și clasa Cavaler (20 februarie 1942) „pentru eroismul de care a dat dovadă, când prin sboruri razante la suprafața pământului, cu focul mitralierelor dela bord, a oprit înaintarea infanteriei bolșevice, ce pătrunsese în pozițiile artileriei Diviziei 1 Grăniceri, angajând lupta cu avioanele inamice ce susțineau infanteria, cu toate că era[u] mult mai numeroase”.

## Decorații
- Ordinul „Virtutea Aeronautică” de Război cu spade, clasa Crucea de Aur cu 1 baretă (4 noiembrie 1941)[1]
- Ordinul „Virtutea Aeronautică” de Război cu spade, clasa Crucea de Aur cu 2 barete (20 februarie 1942)[2]
- Ordinul „Virtutea Aeronautică” de Război cu spade, clasa Cavaler (20 februarie 1942)[2]